# Dejá vù (álbum de Carlos Cabezas)
Dejá vù es el nombre del quinto disco del músico chileno Carlos Cabezas, publicado en 2012 por Oveja Negra.

## Contexto y descripción
Fue grabado en vivo y contiene interpretaciones de baladas pop de los años 80 y 90, grabadas originalmente por artistas como  Berlín y Boy George.
En el disco las instrumentaciones son hechas por la llamada Orquesta del Dolor, en la que participa, entre otros, Edita Rojas, baterista del grupo Electrodomésticos, fundada por Carlos Cabezas.

## Lista de canciones
| N.º   | Título                                                            | Duración |  |
| 1.    | «Sittin' on the dock of the bay» (original de Otis Redding, 1967) | 3:58     |  |
| 2.    | «Us and them» (original de Pink Floyd, 1973)                      | 5:56     |  |
| 3.    | «Sexy Sadie» (original de The Beatles, 1968)                      | 4:03     |  |
| 4.    | «Your Song» (original de Elton John, 1970)                        | 4:18     |  |
| 5.    | «Take My Breath Away» (original de Berlín, 1986)                  | 5:59     |  |
| 6.    | «The Crying Game» (original de Dave Berry, 1964)                  | 5:24     |  |
| 7.    | «Hurt» (original de Nine Inch Nails, 1995)                        | 5:11     |  |
| 8.    | «Love will tear us apart» (original de Joy Division, 1980)        | 4:01     |  |
| 9.    | «Al pasar esa edad» (original de Los Red Juniors, 1964)           | 3:39     |  |
| 10.   | «The Captain of Her Heart» (original de Double, 1986)             | 5:15     |  |
| 11.   | «Helter Skelter» (original de The Beatles, 1968)                  | 3:58     |  |
| 12.   | «Summertime blues» (original de Eddie Cochran, 1968)              | 5:27     |  |
| 57:08 |                                                                   |          |  |